# Encrier

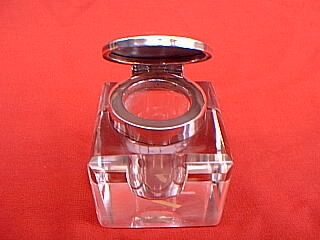
Un encrier en verre et argent datant de 1910.

Un encrier est un récipient (habituellement un flacon) permettant de contenir de l'encre dans un endroit pratique pour la personne qui écrit avec une plume ou un stylo-plume.
Un encrier est généralement composé de verre, de porcelaine, d'argent, de laiton ou de métal blanc. La personne qui écrit plonge sa plume dans l'encrier à mesure qu'elle a besoin d'encre. Le couvercle de l'encrier permet d'éviter les renversements, l'évaporation (limiter l'exposition à l'air) ou les contaminations.

## Origines

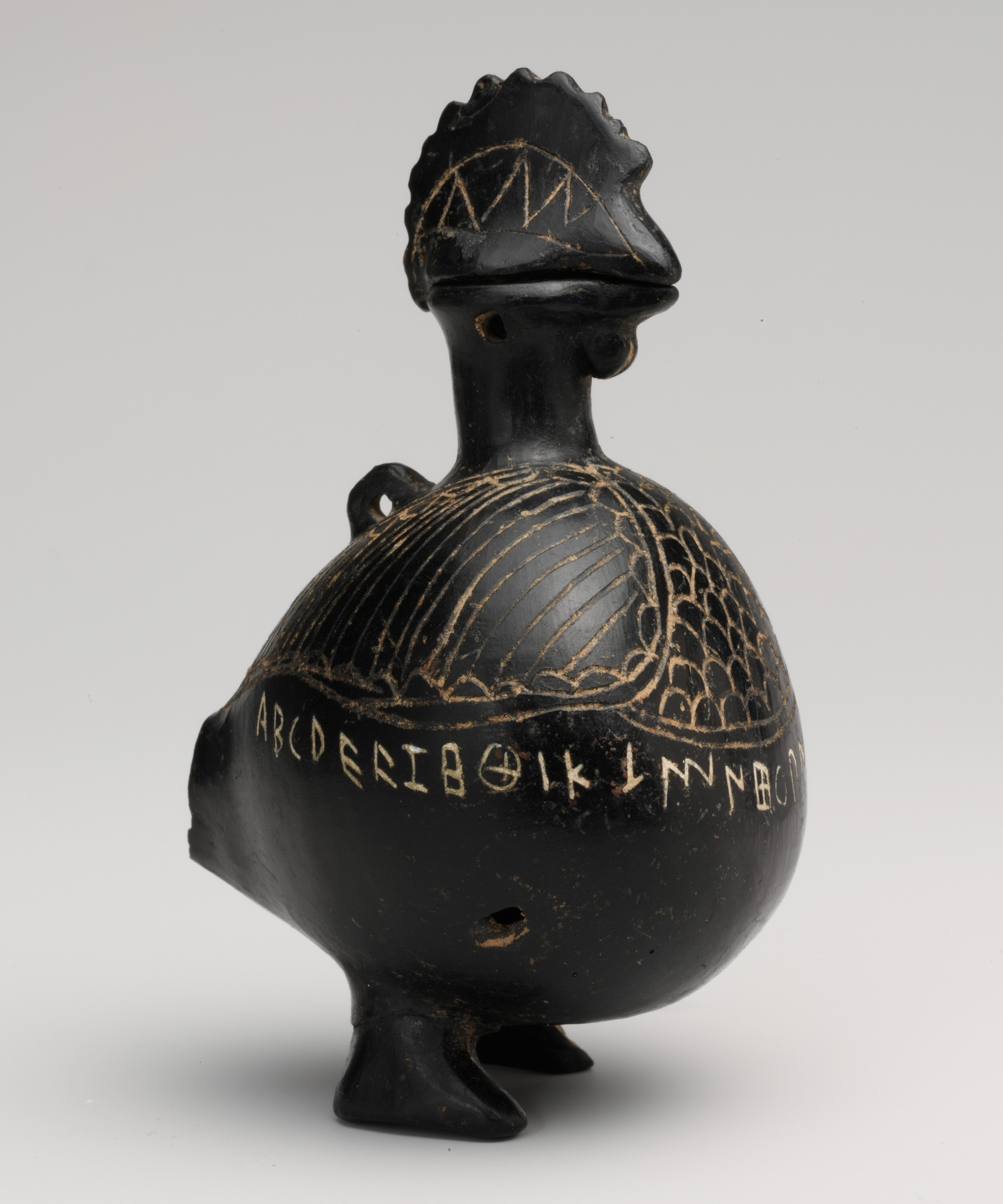
Poulet étrusque en bucchero de Viterbe (7ème siècle av. J.-C.) ayant vraisemblablement servi de récipient de stockage pour l'encre.

Les encriers sont sans doute devenus répandus dès la diffusion de l’écriture à l'encre, manifestant une grande diversité de formes et de tailles tout en partageant comme point commun une ouverture réduite pour limiter l'évaporation.
Ce type d'objet se trouve dès l'Égypte antique, les scribes spécialisés dans l’écriture utilisant des godets doubles pour les couleurs rouge et noire. À l'époque romaine, les encriers de type Biebrich, trouvés à Zurzach, Rißtissen et Magdalensberg, se caractérisent par la présence d'un rivet permettant de verrouiller le couvercle articulé à une charnière fixe.

## Développements modernes
L'encrier se diversifie au XVIIIe siècle, prenant parfois des allures sophistiquées, comme l'encrier à pompe, à la mode dans la France du début du XIXe siècle, ou les encriers Vieux Paris, en porcelaine, déclinant une grande variété de thèmes. En dépit du stylo à bille et du développement des cartouches, les encriers persistent en tant qu'objets de luxe ou de collection.

## Galerie

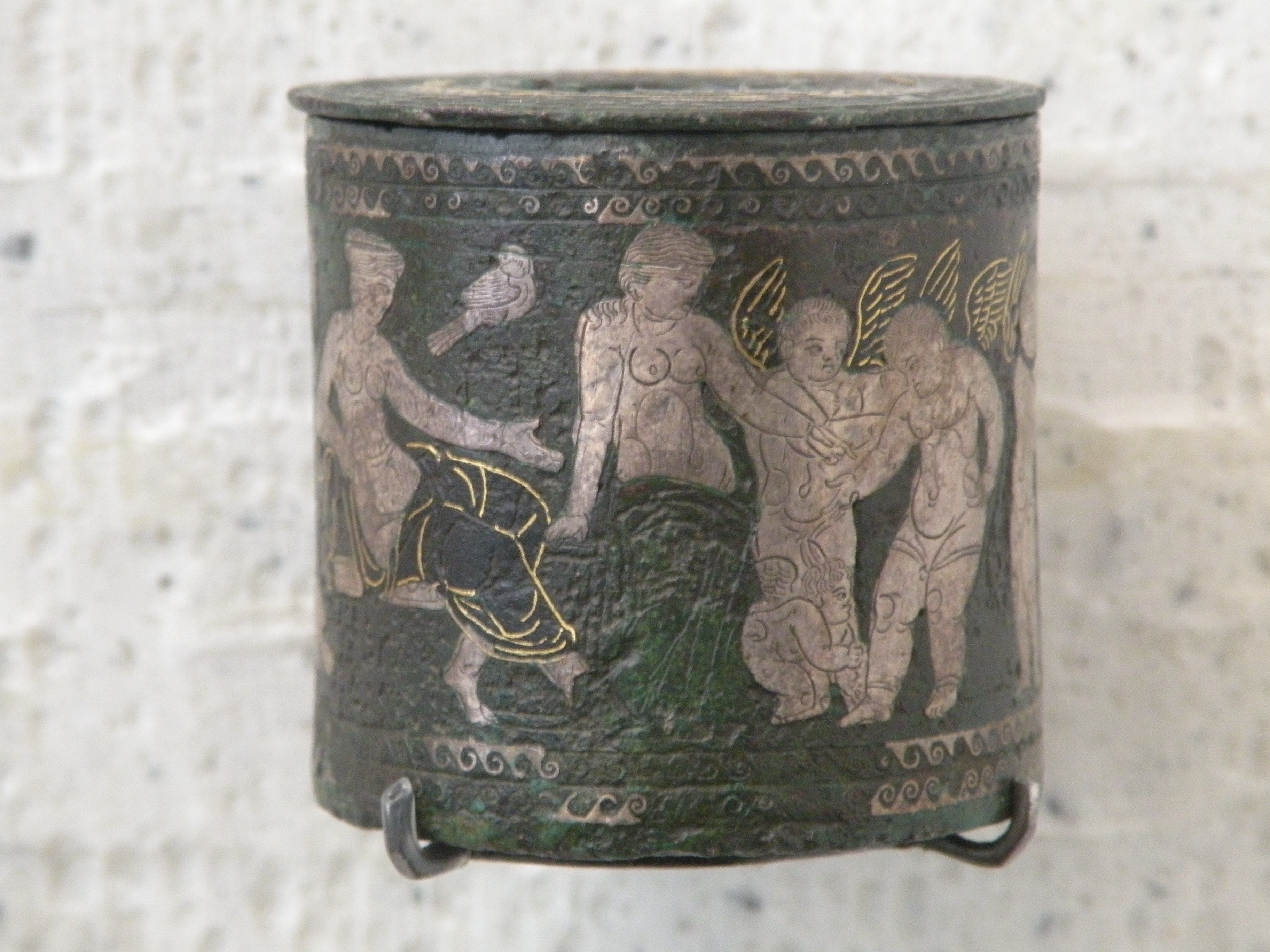
Encrier du Ier ou  IIe siècle de Vaison-la-Romaine (Vaucluse) représentant Vénus et ses suivantes ainsi que des petits amours.
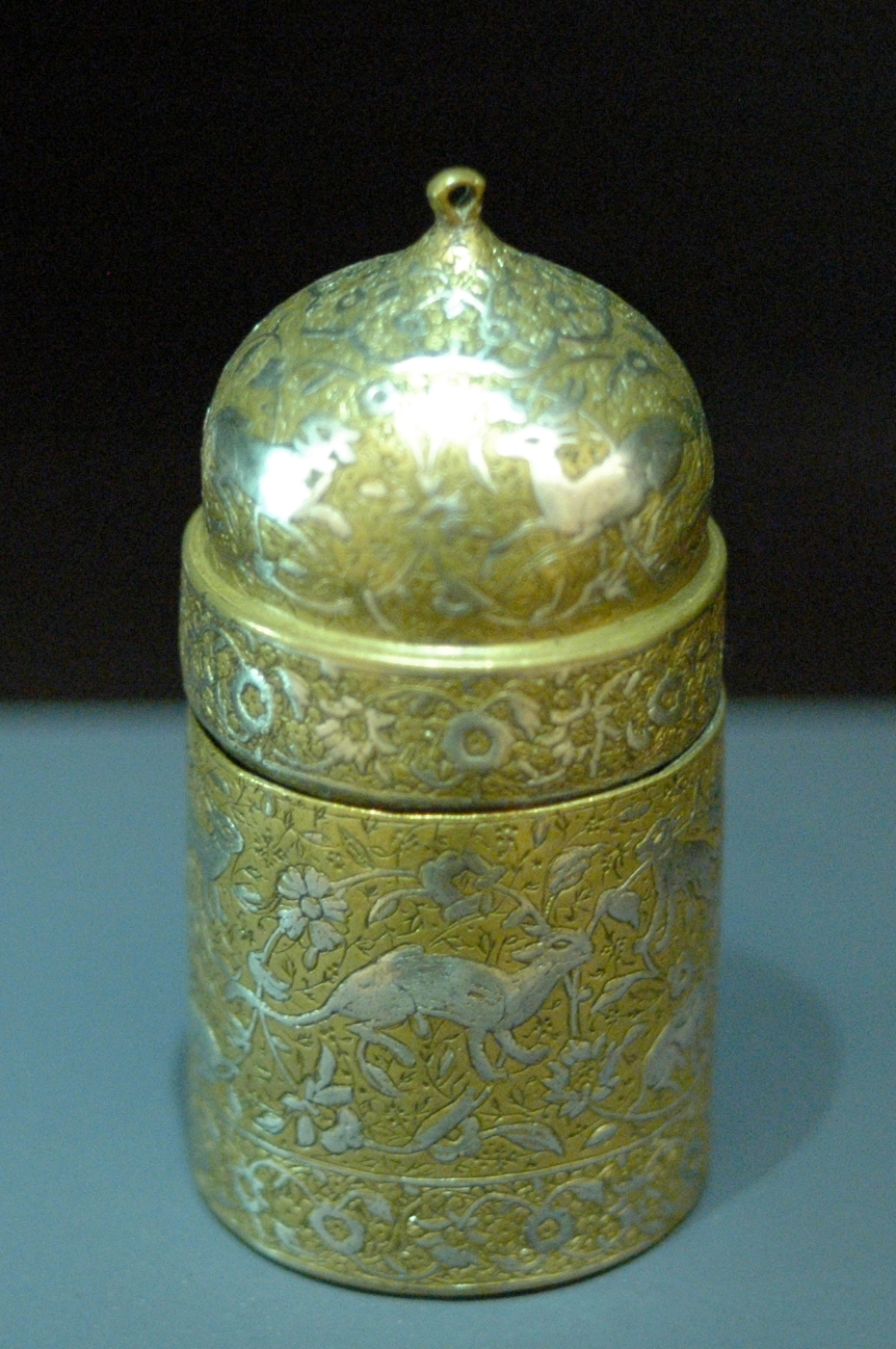
Encrier perse en cuivre incrusté d'argent, deuxième moitié du XVIe siècle.
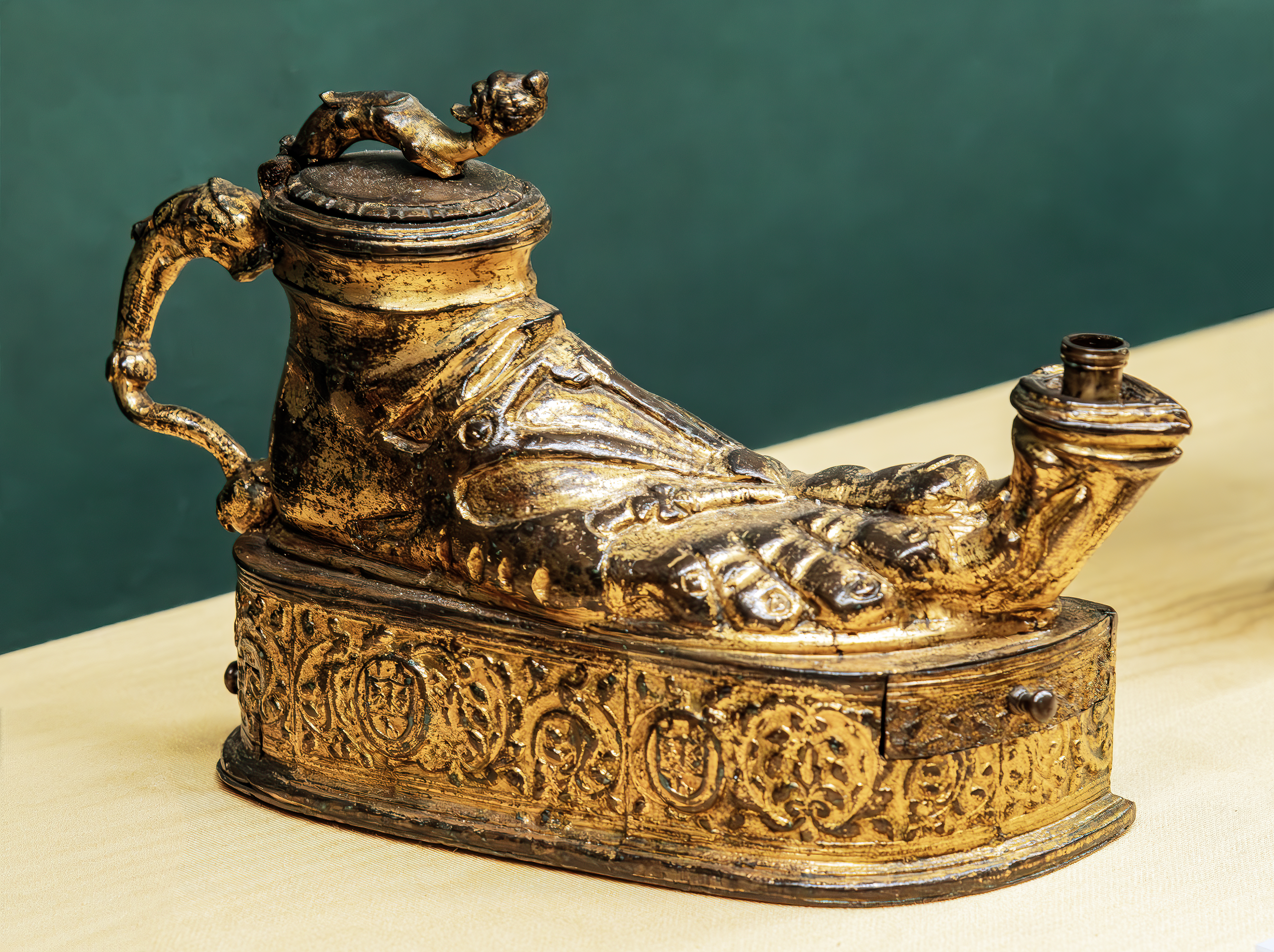
Bronze doré, 1732, Musée Correr Venise
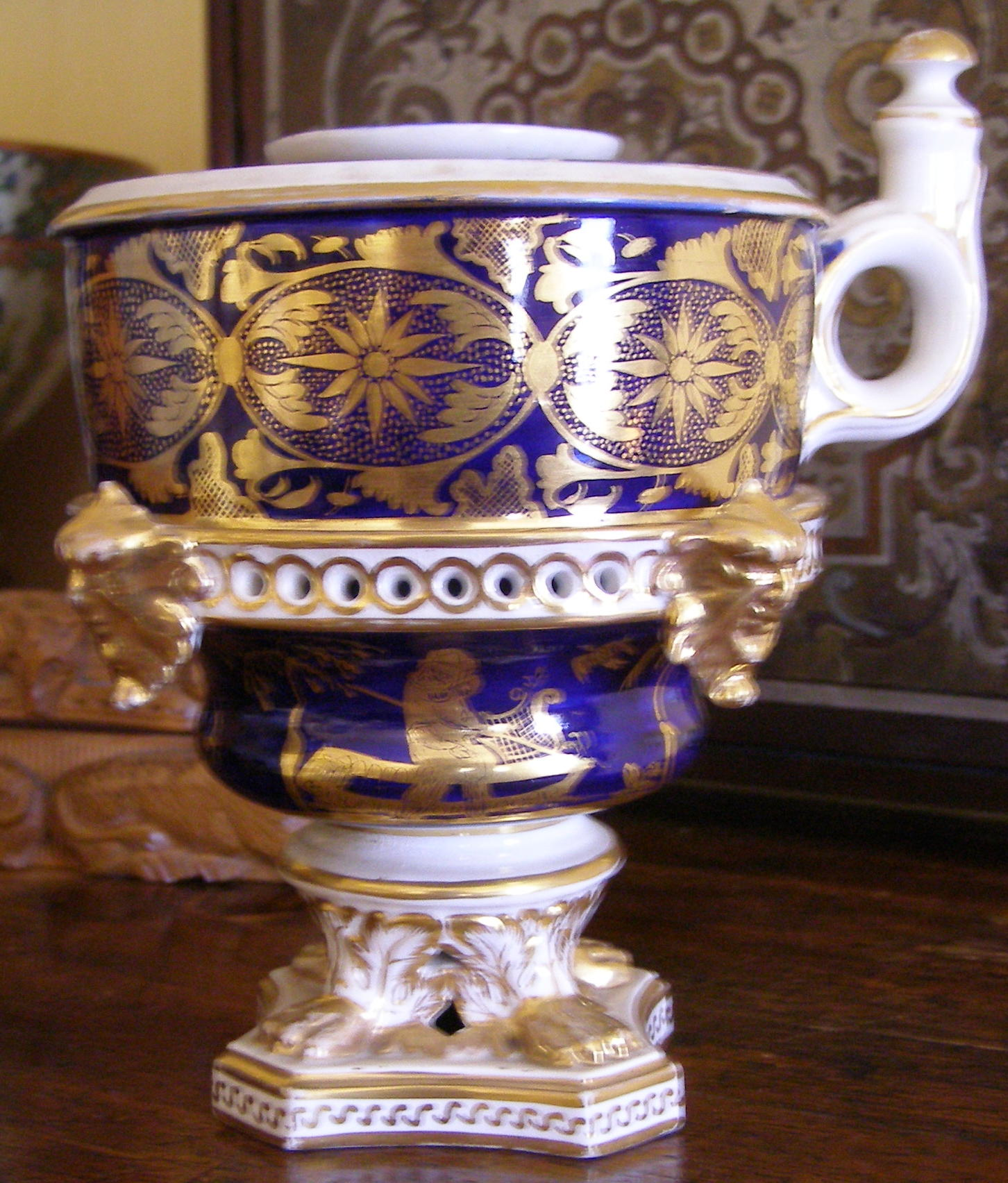
Encrier en porcelaine de James Burnett, lord Monboddo (vers 1760).
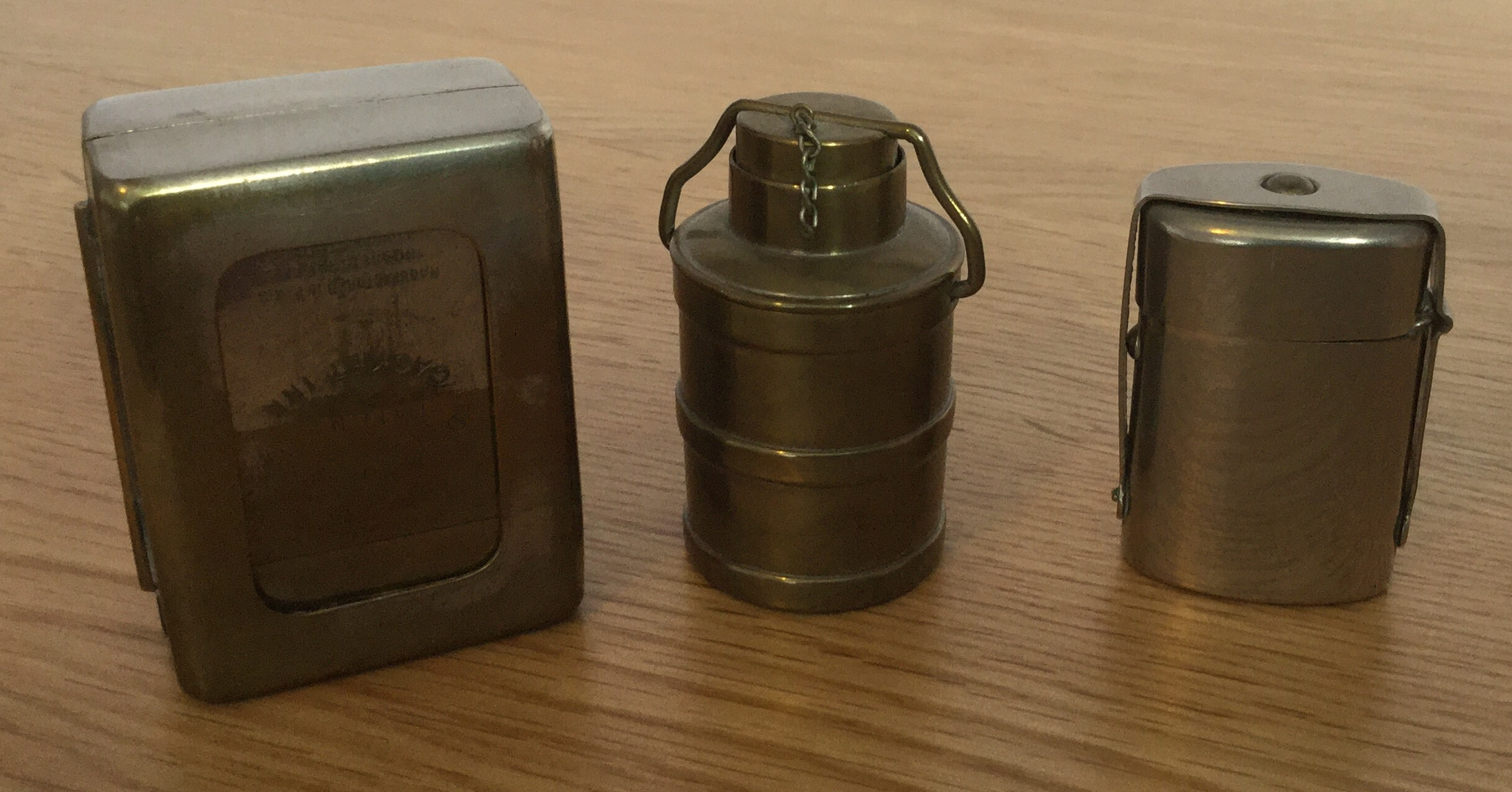
Encriers de voyage du XIXe siècle.
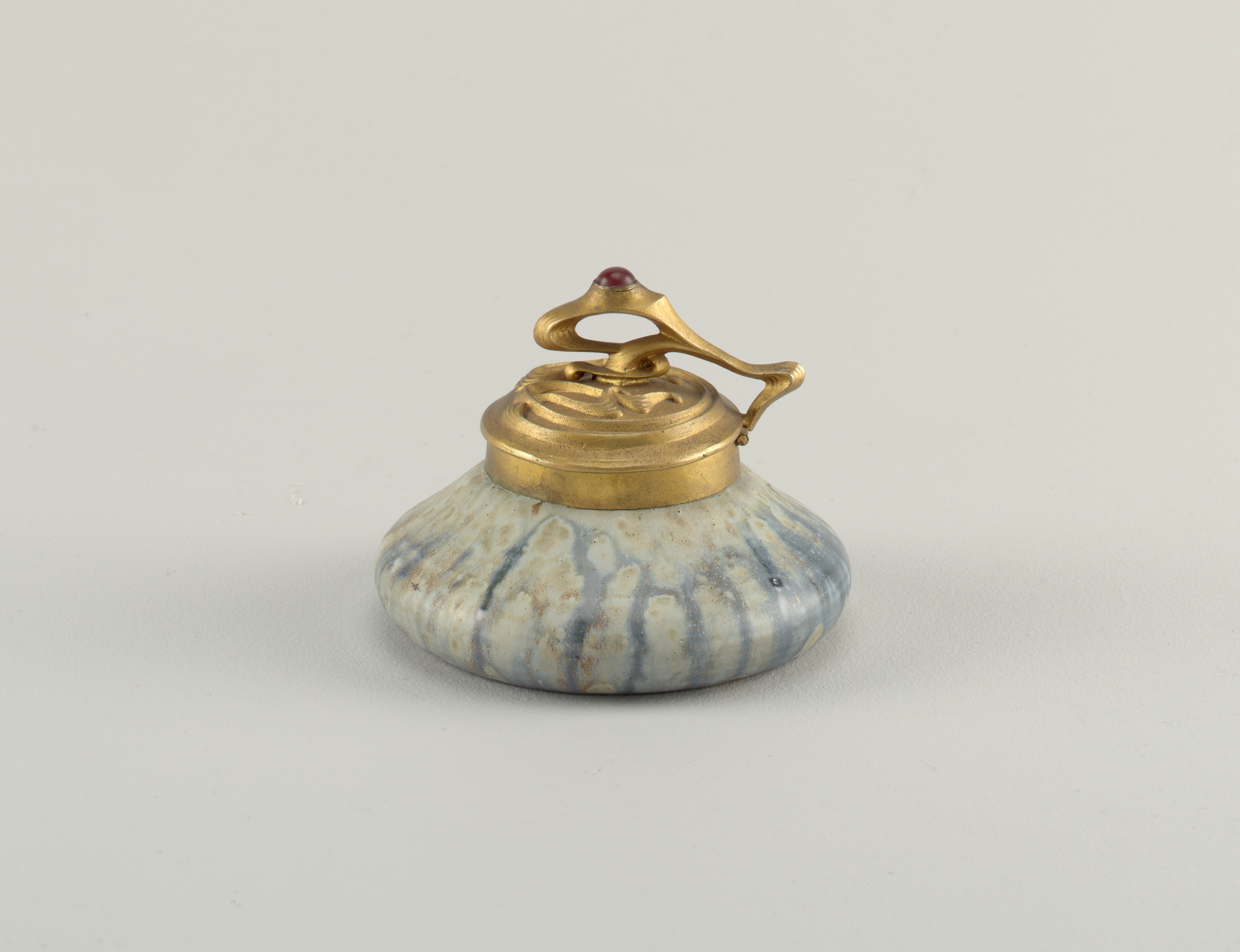
Encrier du céramiste Alexandre Bigot (vers 1900).
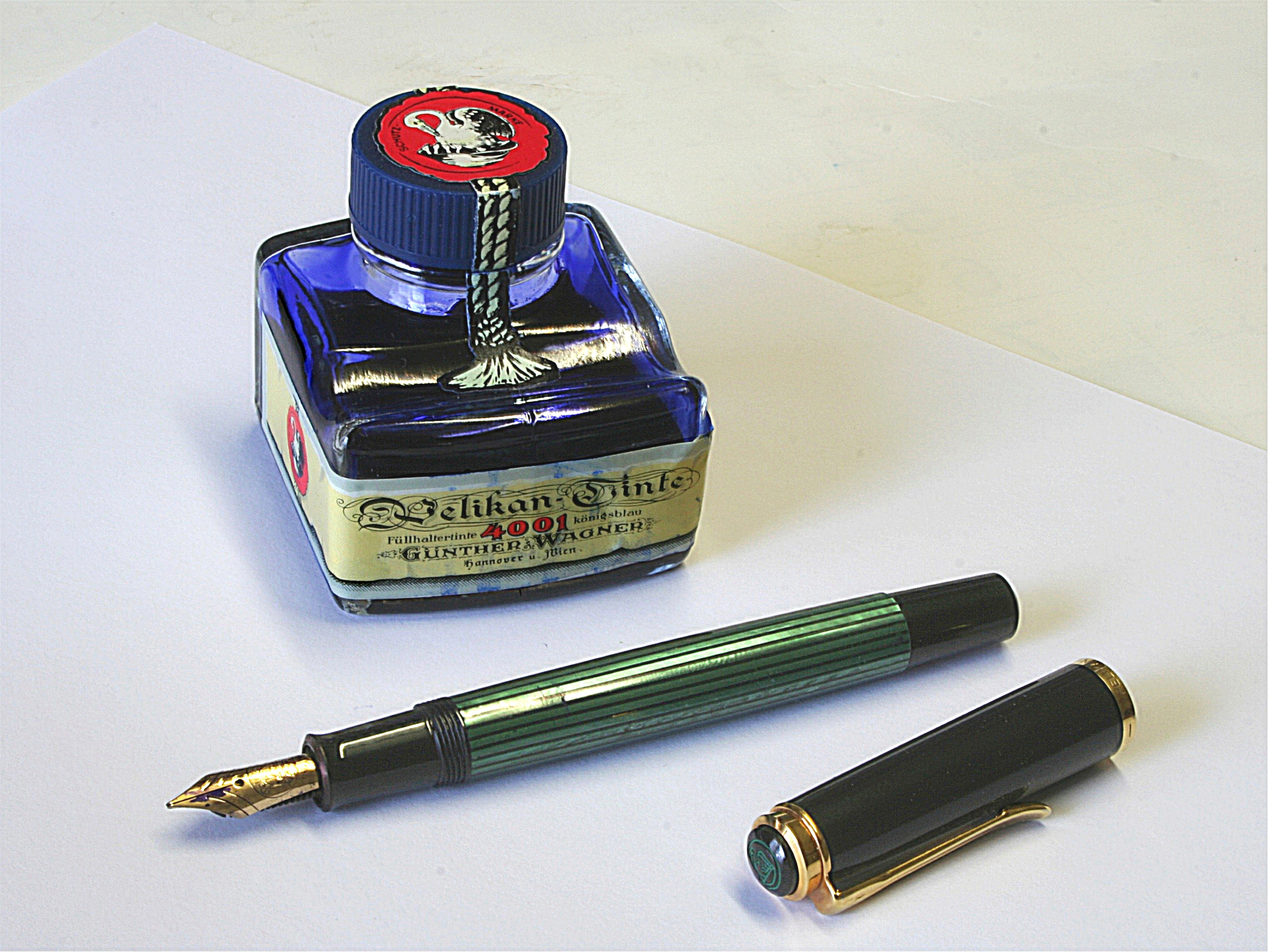
Encrier en verre et un stylo-plume (1989).
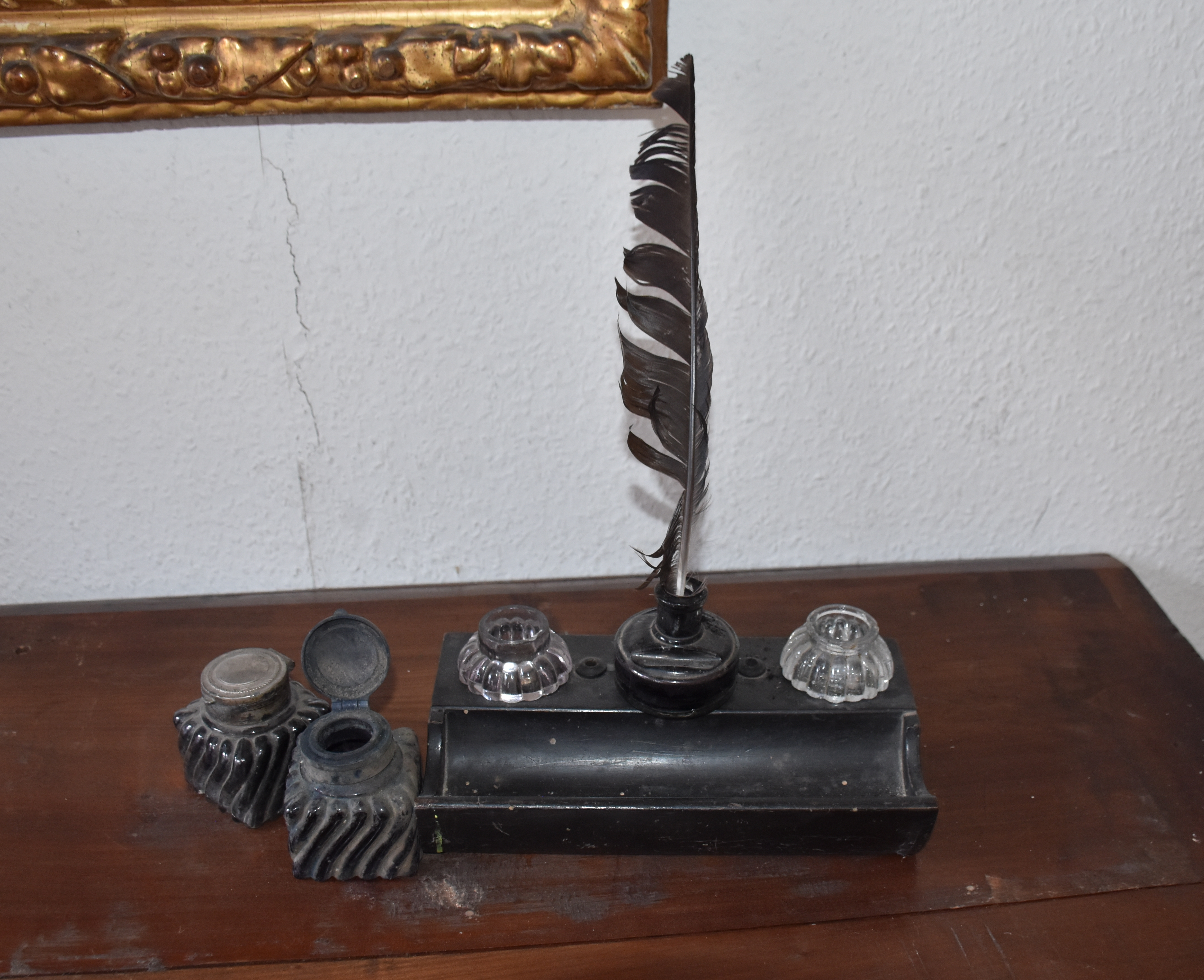
Encriers et plume d'oie (Musée du pays d'Ussel).